# Žuta kuća u Subotici
Žuta kuća je građevina u užoj gradskoj jezgri Subotice. Nalazi se u Strossmayerovoj ulici 11. 
Projektirao ju je poznati subotički arhitekt Tit Mačković. Građena je od 1880. od 1883. godine. Spomenikom je kulture od velikog značaja.
Ograničena je ulicama Age Mamužića, Ernesta Lányija i Maksima Gorkog. 2000-ih nije bila namjenski korištena pa je bila u vrlo lošem stanju.
Kroz povijest mijenjala je svoje korisnike. Do Drugog svjetskog rata u njoj se nalazila štedionica. Za mađarske okupacije u njoj je bila strogo konspirativna jedinica koja je imala posebne ovlasti, djelovala je mimo organizacijskog sustava svih organa vlatsi te je bila iznad svih drugih tijela koja su radili na akcijama protiv otpora vlastima, po cijeloj Bačkoj. te od 19. rujna 1941. odjel mađarske okupacijske protuobavještajne službe Kémelháritó, zloglasni zatvor i mučilište. Ondje su bili zatočeni poznati ilegalci Matko Vuković, Danijel Szabo i Ottmár Mayer. Kroz torture u Žutoj kući prošlo je 500 osoba. 1967. je u spomen na njih postavljena spomen-ploča desno od ulaza Žuta kuća-svjedok tvojih sećanja, dio tvoje svijesti 1941-1944. U ovoj je kući sjedište poslije imao i Gestapo. Kad je Hitlerova Njemačka okupirala Mađarsku, počela je 26. travnja 1944. operacija etničkog čišćenja države od Židova. Tad su svi registirani Židovi masovno zatvarani, a Žuta kuća bila je privremeni zatvor.
Ni nakon rata zloglasne državne tajne službe nisu napustile ovu zgradu. Novi je stanar bila Državna bezbednost. 
Kad su se tajne službe makle od zgrade i kad je napokon došla u civilne ruku, u zgradu se smjestio Sever kojem je Žuta kuća bila upravna zgrada. Poslije su u Žutoj kući bile razne ustanove i KUD-ovi. 1990-ih su u Žutoj kući smjestili su se Srbi koji su izbegli iz Hrvatske. Danas se u Žutoj kući nalazi Učiteljski fakultet na mađarskom jeziku.